# Beautiful Thing
Beautiful Thing è un film del 1996 diretto da Hettie MacDonald.
Il soggetto è basato su un'omonima commedia teatrale scritta da Jonathan Harvey. Il film racconta la tenera e nascente storia d'amore tra due ragazzi, che dovranno lottare con le loro paure e le difficoltà nell'accettare e dichiarare la propria natura, a causa del contesto familiare e dell'ambiente in cui vivono.
Presentato nella Quinzaine des Réalisateurs al 49º Festival di Cannes, negli anni e grazie al passaparola, il film è diventato un piccolo cult nella comunità LGBT.

## Trama
Nella periferia di Londra, nel quartiere popolare di Thamesmead, vivono gli adolescenti Jamie, Ste e Leah. Jamie ha problemi a socializzare con i coetanei e una poca predisposizione per le attività sportive, vive un rapporto conflittuale con la madre Sandra, una donna energica e appariscente che lavora in un pub; l'unico che sembra dargli ascolto è Tony, il nuovo compagno della madre. Ste vive assieme al padre violento e al fratello spacciatore, subendo umiliazioni e violenze da entrambi; Leah invece è una ragazza sboccata e sopra le righe, che cerca di sfuggire a quel mondo proletario, ascoltando la musica di Mama Cass, che lei praticamente venera.
Dopo l'ennesima razione di botte prese in casa, Ste viene ospitato a casa di Sandra e si troverà a condividere il letto con Jamie. Jamie nutre una forte attrazione per il ragazzo e Ste trova in Jamie la tenerezza che gli è sempre mancata. Il tenero sentimento che nascerà tra i due ragazzi, permetterà loro di affrontare le paure dettate dalla giovane età, dal contesto familiare e dall'ambiente in cui vivono e vivere pienamente e a testa alta ciò che sono.

## Trasposizioni teatrali
La commedia di Jonathan Harvey è stata portata in scena per la prima nel 1993 a Londra, in seguito ha avuto rappresentazioni in tutto il mondo, compresa l'Italia. In Italia è stato portato in scena nel 2000 e successivamente riallestita nel 2007, sempre con il titolo Beautiful Thing ... e qualche volta si innamorano per la regia di Bruno Montefusco ed interpretato da Pamela Prati nel ruolo di Sandra e Massimiliano Varrese e Manuele Labate nella parte dei due protagonisti, successivamente sostituiti da Ivan D'Andrea e Robert Iaboni. In entrambi gli allestimenti, la scenografia è stata realizzata da Giovanni Di Mascolo.

## Riconoscimenti
- Paris Film Festival 1996 - Grand Prix a Hettie Macdonald
- Ft. Lauderdale International Film Festival 1996 - Miglior sceneggiatura a Jonathan Harvey
- São Paulo International Film Festival 1996 - International Jury Award (Honorable Mention) a Hettie Macdonald
- GLAAD Media Awards 1997 - Outstanding Film (Limited Release)